# Tetraploidie

Grafische Darstellung von 1- bis 4-fachen Chromosomensätzen, ausgehend von 3 Chromosomen

Unter Tetraploidie versteht man eine spezielle Form der Polyploidie, bei der die Zellen von Teilgeweben oder auch eines kompletten Individuums vier komplette Chromosomensätze besitzen.

## Vorkommen
Tetraploidie kommt insbesondere bei Kulturpflanzen häufig vor. Sie wird durch künstliche Hybridisierung zur Ertragssteigerung gezielt bewirkt. So ist beispielsweise tetraploider Roggen bekannt.
Im Tierreich sind sowohl Spezies aus der Artengruppe der Salmoniden als auch die Krötenarten Bufotes oblongus, Bufotes pewzowi, Bufotes zugmayeri sowie die Rote Viscacharatte tetraploid. Unter Herpetologen wird diskutiert, dass der Besitz des vierfachen Chromosomensatz möglicherweise die gesteigerte Vitalität der genannten Amphibienarten erklärt. Auch von menschlichen Körperzellen ist Tetraploidie bekannt. So ist ein gewisser Anteil der Leberzellen natürlicherweise tetraploid, solche Zellen enthalten 92 anstatt 46 Chromosomen wie in der üblichen diploiden Zelle.